# 亨特鎮區 (北達科他州卡斯縣)
亨特鎮區（英語：Hunter Township）是位於美國北達科他州卡斯縣的一個鎮區。

## 地方資料
亨特鎮區的面積為89.05平方千米，當中陸地面積為88.88平方千米，而水域面積為0.17平方千米。根據2020年美國人口普查的數據，當地共有人口70人，而人口密度為每平方千米0.79人。